# Mary Simon
Mary Simon (anglès: Mary Jeannie May Simon)  (Kangiqsualujjuaq, 21 d'agost de 1947) és un exlocutora, funcionària i diplomàtica canadenca, i actual governadora general del Canadà.
Simon va néixer a Kangiqsualujjuaq, al Quebec, i va treballar breument com a productora i locutora de CBC North en la dècada de 1970. Més tard va entrar a l'administració pública, formant part de la junta directiva de l'Associació Inuit del Nord del Quebec i va tenir un paper clau en les negociacions de l'Acord de Charlottetown. Simon va ser la primer ambaixadora del Canadà per a Afers Circumpolars del 1994 al 2004 i va ser la principal negociadora per a la creació del Consell Àrtic. Després va ser l'ambaixadora canadenca a Dinamarca del 1999 al 2002. El 6 de juliol de 2021, el govern federal va anunciar que Simon seria nomenada per succeir Julie Payette com a 30a governadora general del Canadà.

## Obra publicada
- Simon, Mary May. Inuit: One Future – One Arctic.  Peterborough, Ont.: Cider Press, 1996. ISBN 1-896851-12-6.